# Ok101
Ok101 – polskie oznaczenie na PKP niemieckiego parowozu osobowego serii IV e kolei badeńskich. W latach 1894–1901 wyprodukowano 83 sztuki. Parowozy były eksploatowane do 1932 roku. Parowozy nosiły następnie na kolejach niemieckich oznaczenie serii BR 3870. Polska otrzymała po 1918 dwa parowozy tej serii.

## Historia
Parowóz badeńskiej serii IVe był pierwszą lokomotywą o układzie osi 2'C z czterocylindrowym silnikiem sprzężonym. Został wprowadzony z powodu zwiększających się wymagań kolei co do siły pociągowej parowozów osobowych w terenach górzystych. Lokomotywa została skonstruowana przez zakłady Grafensteden według typowej dla tych zakładów koncepcji de Glehna (zewnętrzne cylindry wysokoprężne, umieszczone za wózkiem tocznym, napędzające koła drugiej osi wiązanej oraz wewnętrzne cylindry niskoprężne, umieszczone pod dymnicą, napędzające pierwszą wykorbioną oś wiązaną).
W 1894 roku zakłady Grafensteden wyprodukowały pierwszą lokomotywę, a w kolejnym roku dalsze 7. Następnie, do roku 1901, 75 lokomotyw wyprodukowały zakłady Maschinenbau-Gesellschaft Karlsruhe (MBG). 
Po I wojnie światowej w ramach reparacji wojennych 12 lokomotyw przekazano Francji i jedną Belgii. Tylko 35 otrzymało nowe numery serii 3870 na Kolejach Niemieckich (DRG), z zakresu między 38 7001 a 7073.